# مانابو شيمانه
مانابو شيمانه (باليابانية: 島野 学) (مواليد 5 سبتمبر 1978)، هو لاعب كرة قدم ياباني سابق كان يلعب كمهاجم.